# 新铁血战士
，有时也译为《終極戰士3》，是一部2010年由20世纪福斯电影公司出品的美国科幻動作电影，导演是莫洛德·安塔爾，由阿德里安·布洛迪、托弗·格雷斯、劳伦斯·菲什伯恩等人主演。
續集是，於2018年上映。

## 演員
- 阿德里安·布洛迪 飾 某個私人軍事服務公司的洛易斯（Royce），主要武器是配備：AA-12自動散彈槍。

- 艾莉絲·布拉加 飾 以色列總參謀部偵察部隊狙擊手Isabelle，主要武器是配備：布拉塞爾R93戰術型狙擊步槍。

- 勞倫斯·費許朋 飾 Ronald Noland，主要武器是配備：終極戰士的裝備。

- 華頓·哥金斯 飾 被美國聯邦調查局通緝的越獄重刑犯Stans，主要武器是配備：匕首。

- 馬赫夏拉·阿里 飾 獅子山共和國革命聯合陣線暗殺部隊Mombasa，主要武器是配備：AK47S自動步槍。

- 路易斯·小澤·張簡 飾 日本黑道稻川會半藏，主要武器是配備：裝有槍口補償器的銀色貝瑞塔92FS手槍。

- 陶佛·葛瑞斯 飾 外科手術醫生埃德温，主要武器是配備：手術刀。

## 評價
爛番茄有65%的正面影評評價。